# وادي الملوك (مسلسل)
للكاتب محمد الحفناوى واخراج حسنى صالح وحوار عبد الرحمن الأبنودي وماخوذ عن قصة محمد المنسى قنديل (يوم غائم في البر الغربي).
بطولة النجمة المصرية سمية الخشاب وصابرين ومجدى كامل مع ريهام عبد الغفور ونبيل الحلفاوى وسميرة عبد العزيز وليلى طاهر ولطفى لبيب مع روان الفواد وأحمد الشافعي ومدحت تيخة ومى نور الشريف مع محمود الجابرى.
تدور الأحداث عن رحلة رحلة نجية وعائشة في وادى الملوك خوفا على العرض والشرف وخوفا من بطش ابن عمها بعد وفاة عمها للاستلاء على ميراثهما كما يتناول المسلسل صراع الخير والشر معا والصراع على الميراث والتحريض على القتل للانتقام وقتل الأخ لاخية وحياة الحلبة (الغجر)التي لا ماوى لهم في هذة الأيام ودخولهم لحياة الحاج ابوالعلا للانتقام بشكل غير مباشر خلال مطلع القرن العشرين وتناول أيضا صورة الاحتلال البريطانى.
وبعد عرض المسلسل أطلق الشاعر عبد الرحمن الأبنودي على النجمة سمية الخشاب لقب شيخة العرب نظرا لنجاح دورها وقوة ادائها التمثيلى..